# Copa México 1936-37
La Copa México 1936-37 fue la 20ª edición de la Copa México, jugaron un total de 5 equipos. La conquistó el Club Necaxa, obteniendo su cuarto título copero en la época amateur del fútbol mexicano.

## Primera ronda
Jugada el 3 de octubre.
| Equipo 1         | Resultado | Equipo 2   |
| ---------------- | --------- | ---------- |
| Real Club España | 8-3       | Atlante FC |

## Fase Final
|  | Semifinales 10 y 17 de octubre | Semifinales 10 y 17 de octubre | Semifinales 10 y 17 de octubre |              |          | Final 24 de octubre | Final 24 de octubre | Final 24 de octubre |  |
|  |                                |                                |                                |              |          |                     |                     |                     |  |
|  |                                |                                |                                |              |          |                     |                     |                     |  |
|  | Asturias                       | Asturias                       | 4                              |              |          |                     |                     |                     |  |
|  | Asturias                       | Asturias                       | 4                              |              |          |                     |                     |                     |  |
|  | Club Necaxa                    | Club Necaxa                    | 3                              |              |          |                     |                     |                     |  |
|  | Club Necaxa                    | Club Necaxa                    | 3                              |              | Asturias | Asturias            | 5                   |                     |  |
|  |                                |                                |                                |              | Asturias | Asturias            | 5                   |                     |  |
|  |                                |                                | Club América                   | Club América | 3        |                     |                     |                     |  |
|  | Real Club España               | Real Club España               | Club América                   | Club América | 3        | 5                   |                     |                     |  |
|  | Real Club España               | Real Club España               |                                |              |          | 5                   |                     |                     |  |
|  | Club América                   | Club América                   | 6                              |              |          |                     |                     |                     |  |
|  | Club América                   | Club América                   | 6                              |              |          |                     |                     |                     |  |
|  |                                |                                |                                |              |          |                     |                     |                     |  |

|                             |
| Asturias Campeón 5º título. |